# Peggy van Praagh
Peggy (Margaret) van Praagh est une danseuse, chorégraphe et pédagogue de danse britannique née à Londres le 1er septembre 1910 et morte à Melbourne le 15 janvier 1990.
Elle danse au Ballet Rambert dès 1933 et y rencontre Antony Tudor pour lequel elle interprète plusieurs rôles titres, puis le suit au London Ballet.
Professeur au Sadler's Wells Ballet dès 1941, elle enseigne la méthode Cecchetti aux élèves de Ninette de Valois.
Elle dirige l'Australian Ballet de 1978 à 1979.